# ديفيد ريد (لاعب كرة قدم بريطاني)
ديفيد ريد (بالإنجليزية: David Reid)‏ (1850 باسكتلندا في المملكة المتحدة - ) هو مدرب كرة قدم ولاعب كرة قدم بريطاني في مركز الهجوم. لعب مع نادي هيبرنيان.